# Roller Hockey Premier League 2018-2019
La Roller Hockey Premier League 2018-2019 è la 45ª edizione del torneo di primo livello del campionato inglese di hockey su pista. Il titolo è stato vinto dal King's Lynn per la quarta volta nella sua storia.

## Squadre partecipanti
| Club             | Città         | Stagione precedente                                        |
| ---------------- | ------------- | ---------------------------------------------------------- |
| Grimsby          | Grimsby       | 3º in Roller Hockey Premier League                         |
| Herne Bay United | Herne Bay     | 6º in Roller Hockey Premier League                         |
| King's Lynn      | King's Lynn   | 1º in Roller Hockey Premier League, campione d'Inghilterra |
| Londra           | Londra        | 4º in Roller Hockey Premier League                         |
| Manchester       | Manchester    | 7º in Roller Hockey Premier League                         |
| Middlesbrough    | Middlesbrough | 5º in Roller Hockey Premier League                         |
| Soham            | Soham         | 2º in Roller Hockey Premier League                         |

## Classifica finale
|                        | Pos. | Squadra          | Pt | G | V | N | P | GF | GS | DR |
| ---------------------- | ---- | ---------------- | -- | - | - | - | - | -- | -- | -- |
| Inghilterra (bandiera) | 1.   | King's Lynn      | ?  |   |   |   |   |    |    |    |
|                        | 2.   | Londra           | ?  |   |   |   |   |    |    |    |
|                        | 3.   | Soham            | ?  |   |   |   |   |    |    |    |
|                        | 4.   | Grimsby          | ?  |   |   |   |   |    |    |    |
|                        | 5.   | Middlesbrough    | ?  |   |   |   |   |    |    |    |
|                        | 6.   | Herne Bay United | ?  |   |   |   |   |    |    |    |
|                        | 7.   | Manchester       | ?  |   |   |   |   |    |    |    |

Legenda:
  Vincitore della National Cup 2019.
      Campione d'Inghilterra e ammessa all'Eurolega 2019-2020.
      Ammesse alla Coppa WSE 2019-2020.
Note:
Tre punti a vittoria, due per la vittoria ai tiri di rigore, uno per la sconfitta ai tiri di rigore, zero a sconfitta.

## Verdetti
| Verdetto                         | Club                    |
| -------------------------------- | ----------------------- |
| Campione d'Inghilterra 2018-2019 | King's Lynn (4º titolo) |
| Qualificate in Eurolega          | King's Lynn             |
| Qualificate in Coppa WSE         | Londra Soham            |